# 无尾果蝠
无尾果蝠（学名：Megaerops ecaudatus），一种分布于印度尼西亚、马来西亚、文莱、泰国等地区的蝙蝠，隶属于狐蝠科无尾果蝠属。2003年中国云南省腾冲曾发现无尾果蝠分布纪录。

## 形态特征
无尾果蝠属于一种中型果蝠，前臂长51.5～56毫米，颅全长25.2～27.7毫米。身体背部微棕黄色，颈部灰色，胸腹浅银灰色。

## 保护
本种于2023年被收录入《有重要生态、科学、社会价值的陆生野生动物名录》。